# Museo della Voivodina
Il Museo della Voivodina (in serbo Музеј Војводине?, Muzej Vojvodine) è un museo d'arte e storia naturale di Novi Sad, Serbia.
Il museo ospita una collezione di oltre 400 000 esemplari e una biblioteca di oltre 50 000 volumi, relativi alla regione storica della Voivodina.

## Dipinti notevoli
Il museo ospita, tra gli altri, i seguenti dipinti:
- Madonna col Bambino, di Paris Bordon
- Cristo e il Centurione, di Carletto Caliari
- La Madonna con Cristo, di Giulio Licinio
- Seneca, di Peter Paul Rubens (rubato)
- La Fucina di Vulcano, di Peter Paul Rubens
- Teti riceve le armi per Achille, di Peter Paul Rubens
- Autoritratto, di Rembrandt (rubato)
- Ritratto di uomo con spada, di Palma il Giovane
- La morte di Catone, di Giovan Battista Langetti
- Soldati a riposo, di Alessandro Magnasco
- Sacra Famiglia con San Giovanni, di Cesare Gennari
- La visita della regina di Saba, di Frans Francken II
- Maddalena con Cristo morto, di Marcantonio Bassetti
- Fiori, di Jan van Huysum
- Ritratto di Vittoria della Rovere, di Justus Sustermans

## Galleria d'immagini

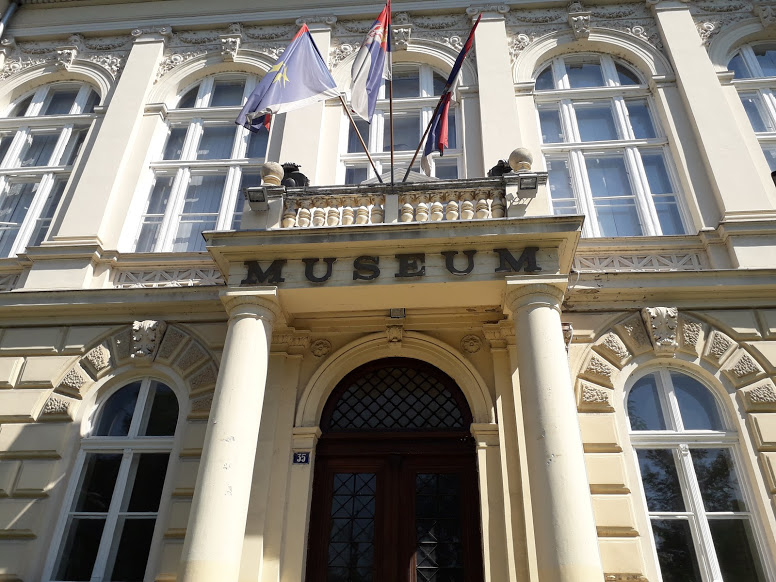
Ingresso del museo
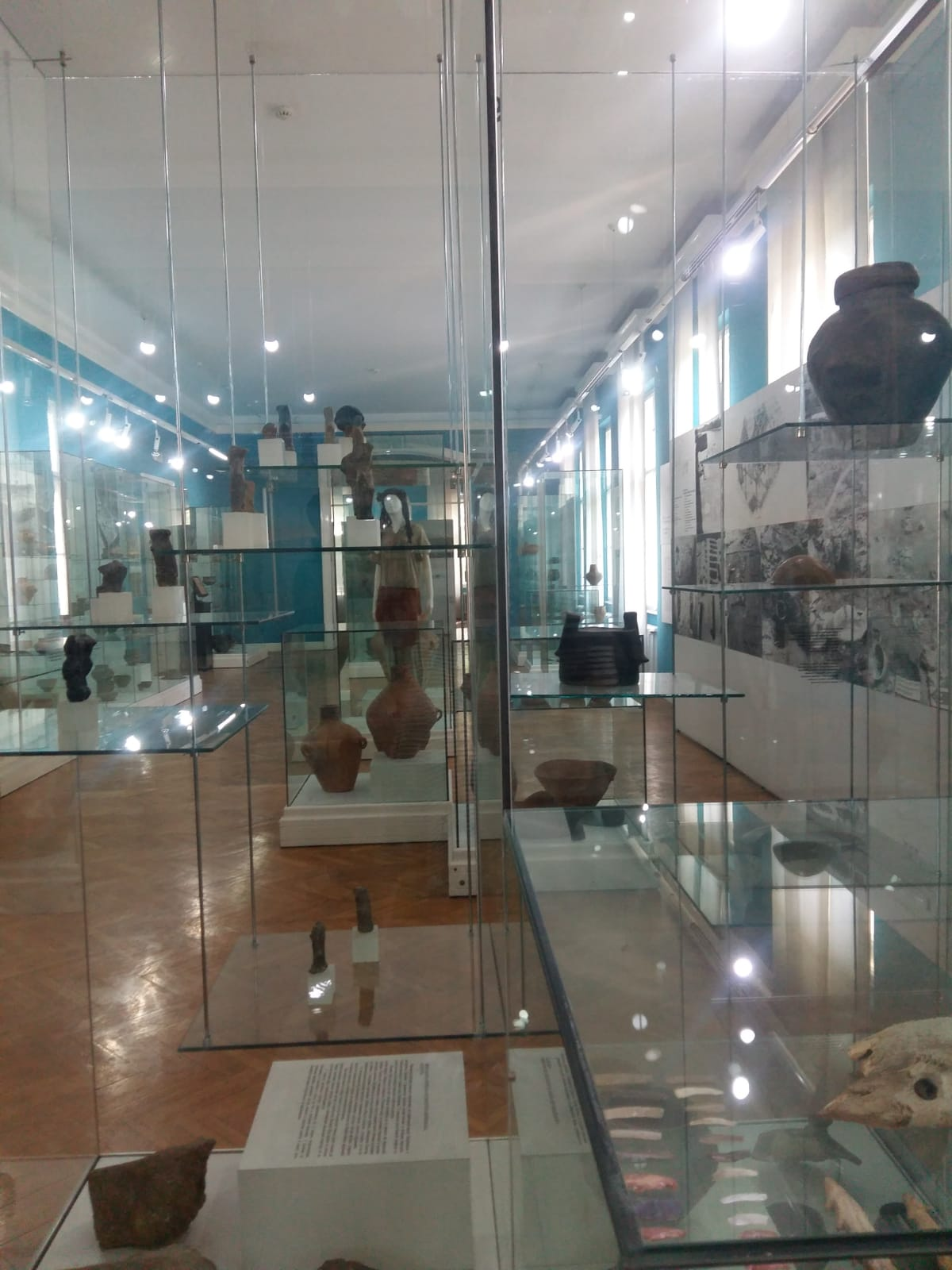
Esposizione interna esposizione interna
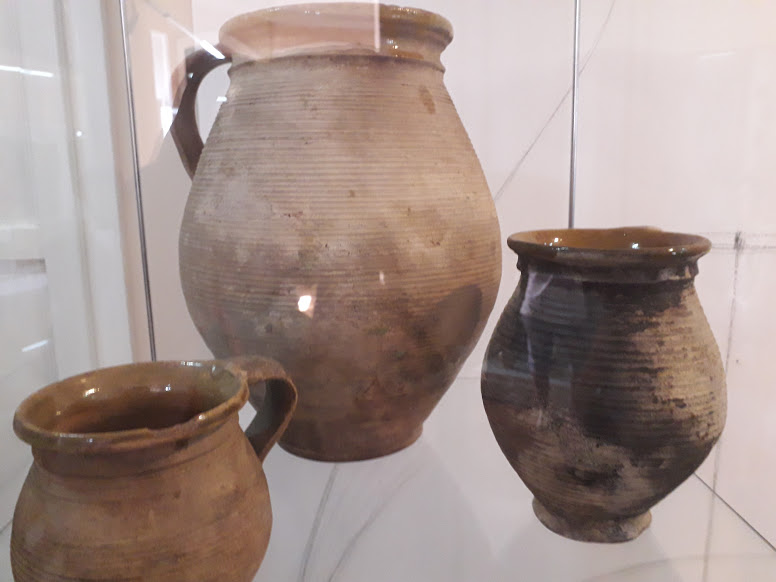
Pentole da cucina (ceramica) nel Museo della Voivodina, seconda metà del XIX secolo
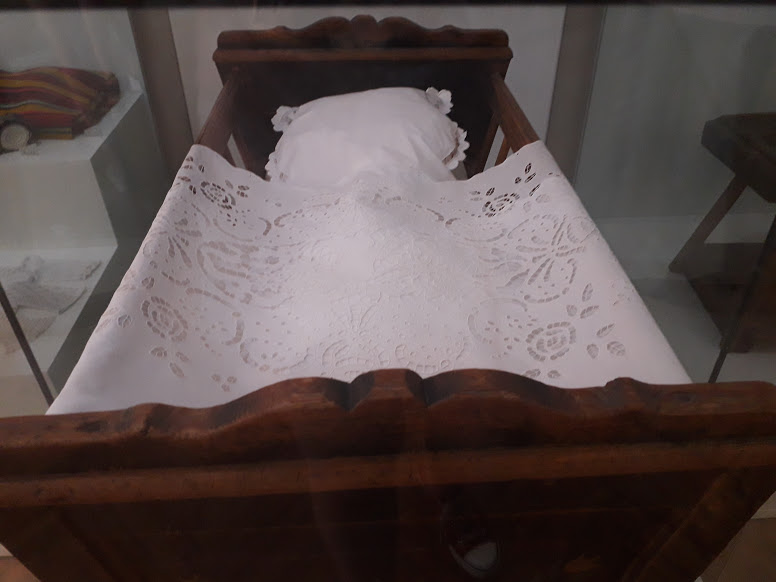
Culla e biancheria da culla
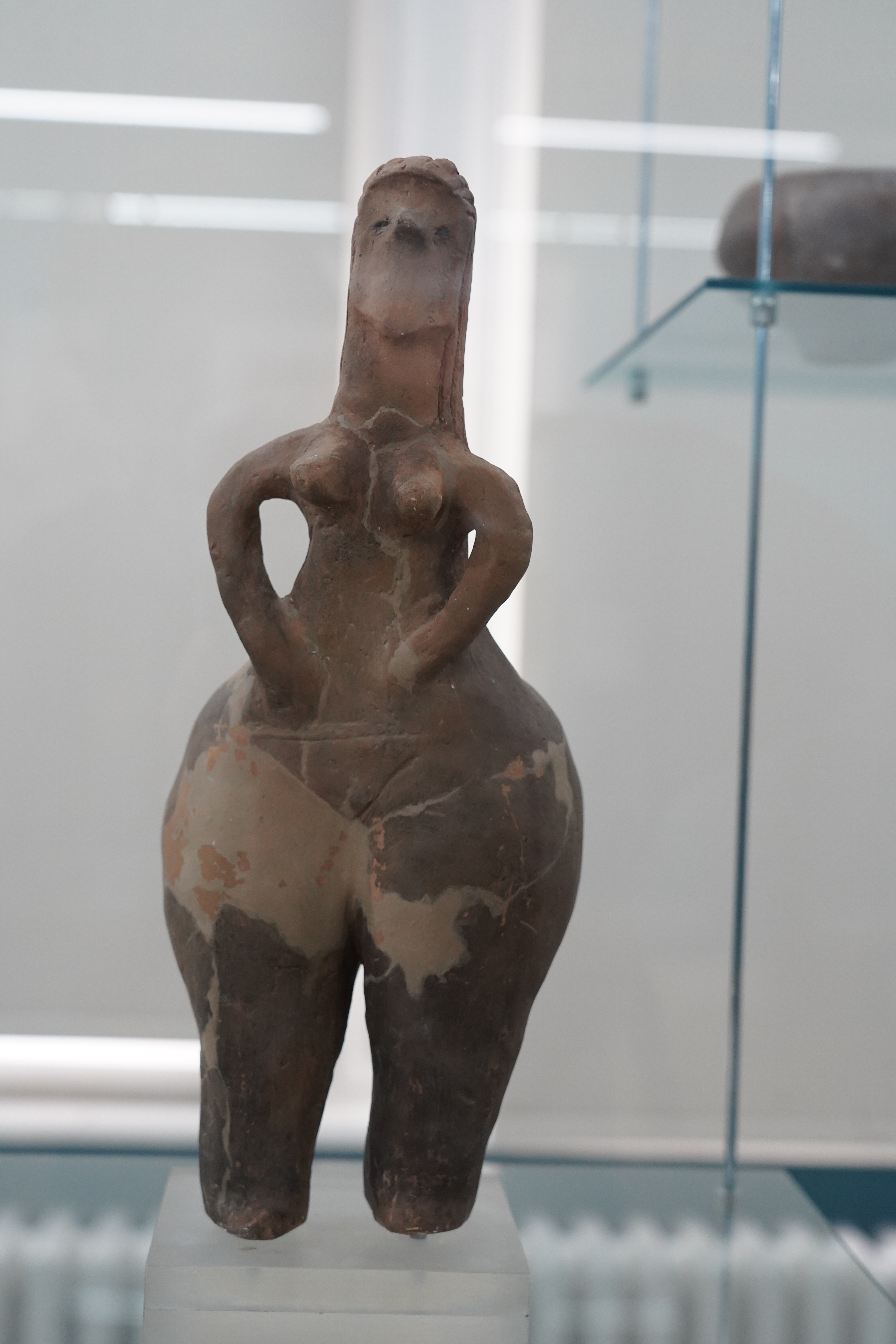
Statua preistorica di Dea della Fertilità
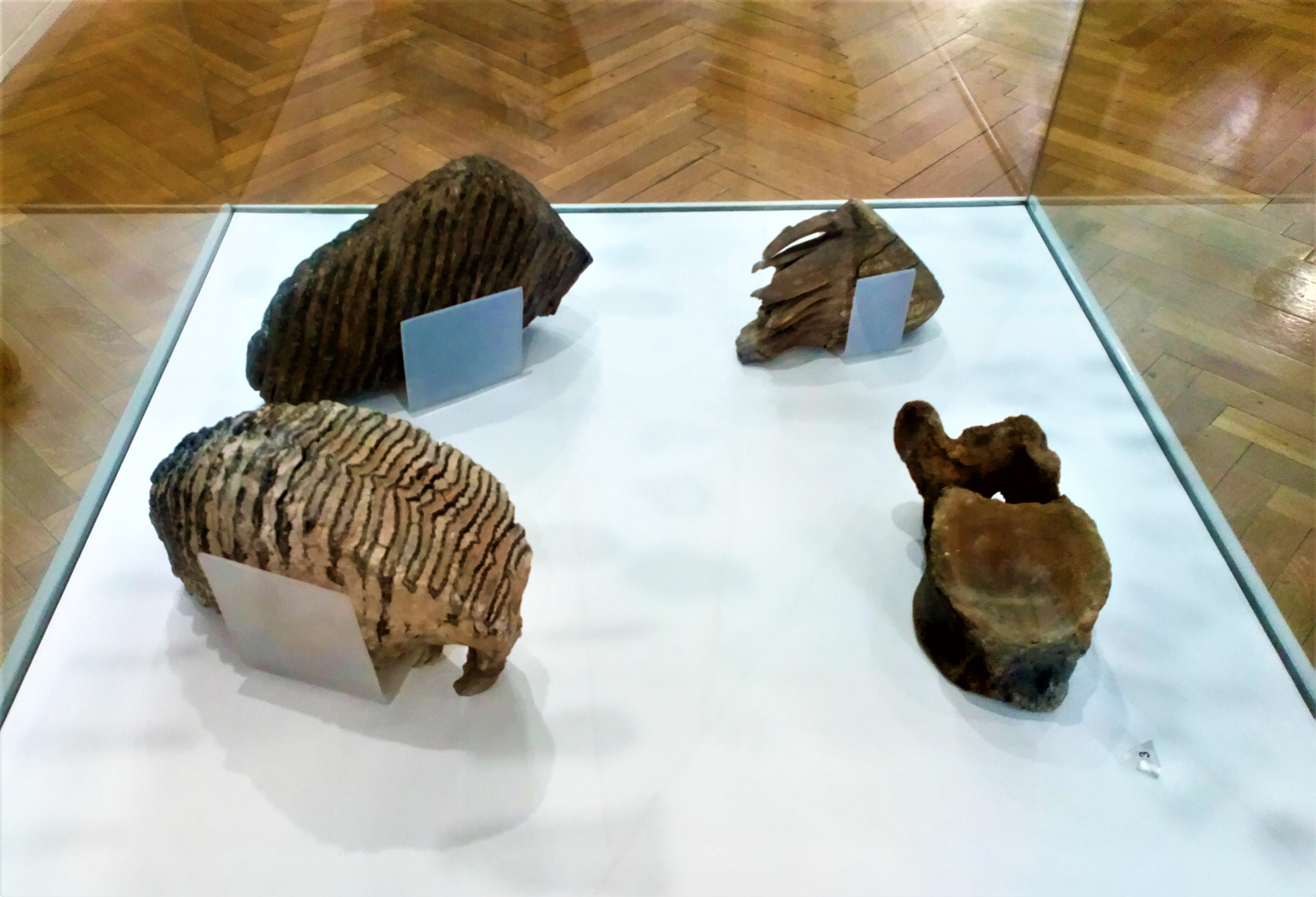
Denti e ossa di mammut
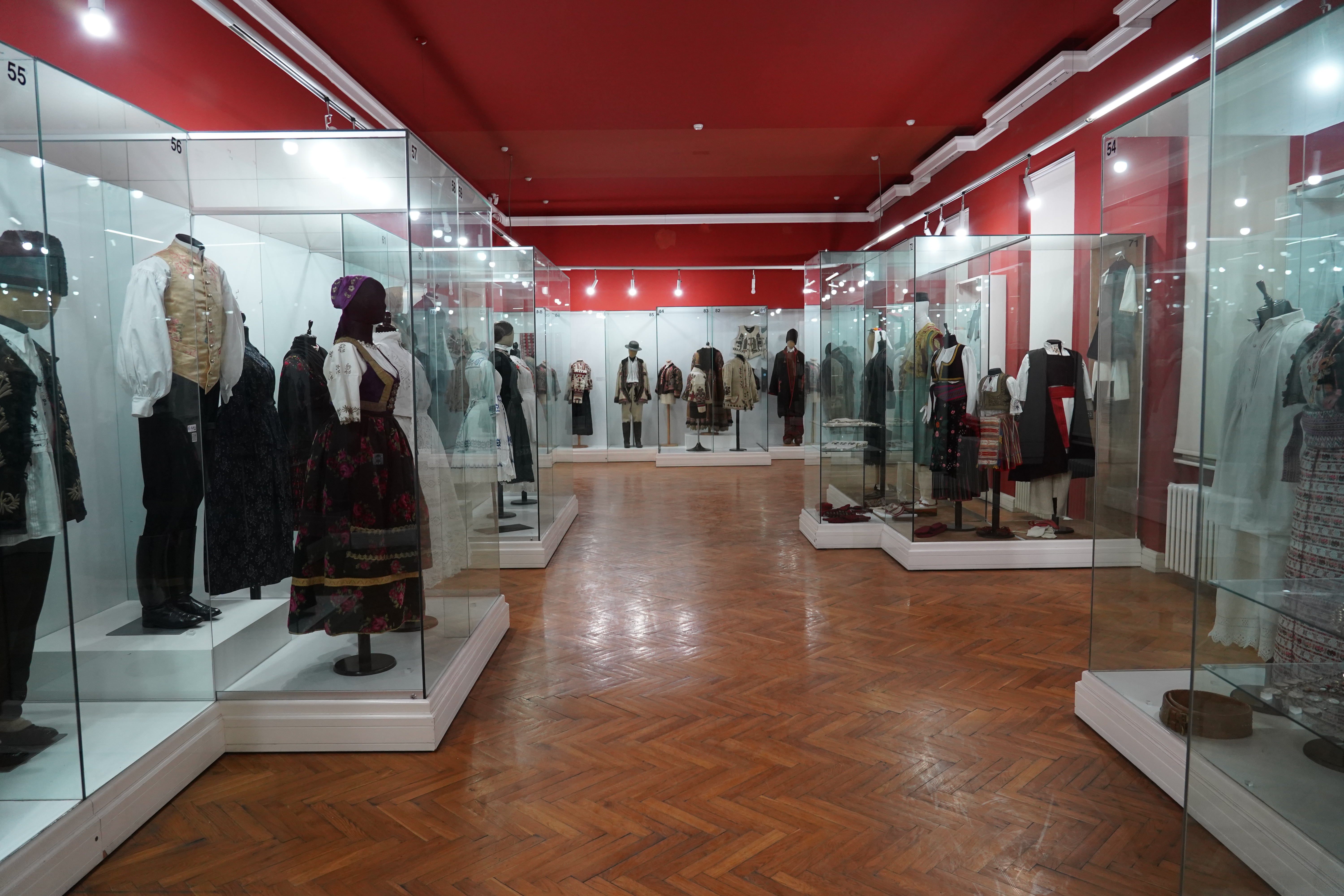
Abiti tradizionali etnici del XIX secolo
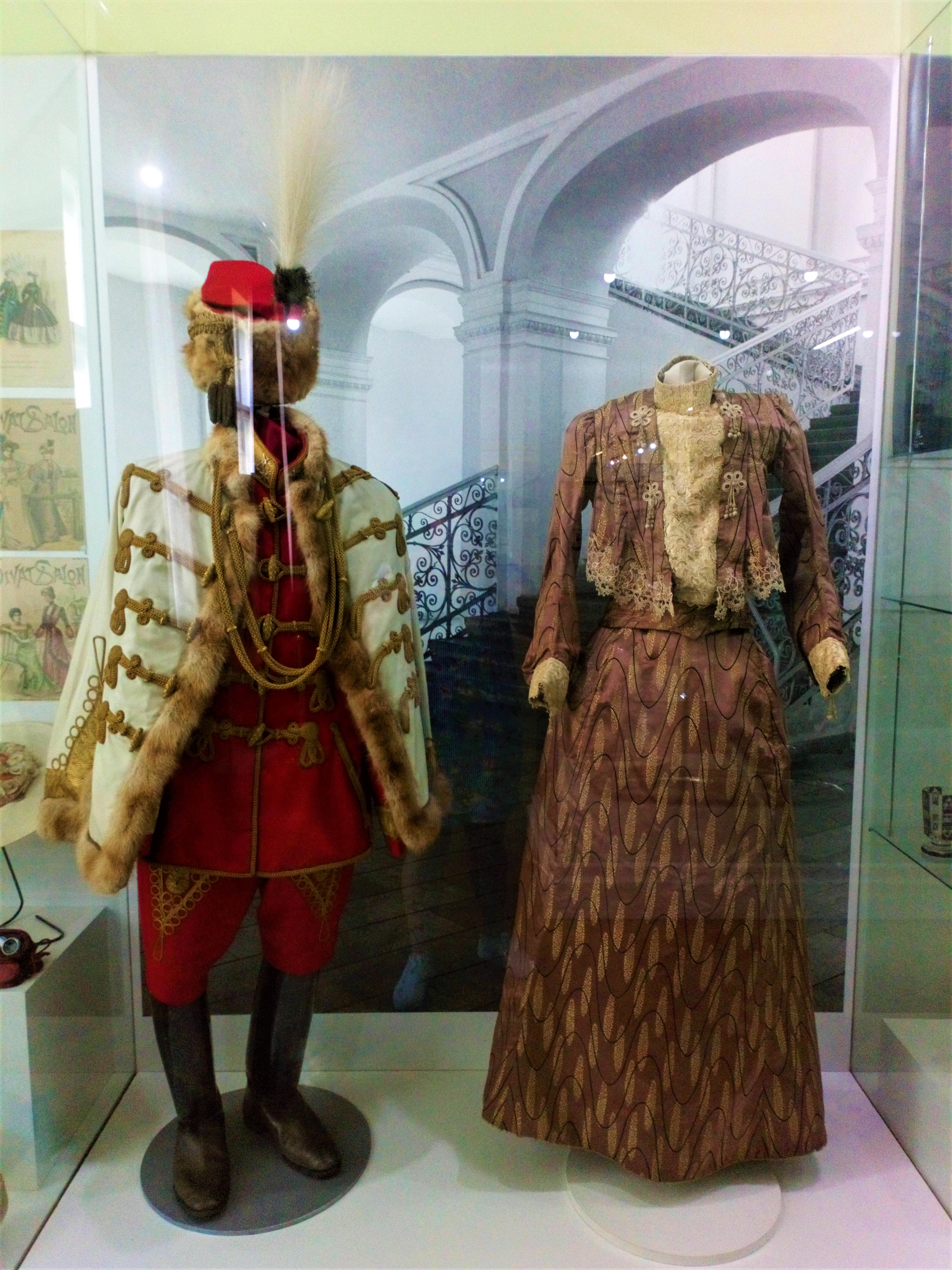
Abbigliamento civile e militare del XIX secolo
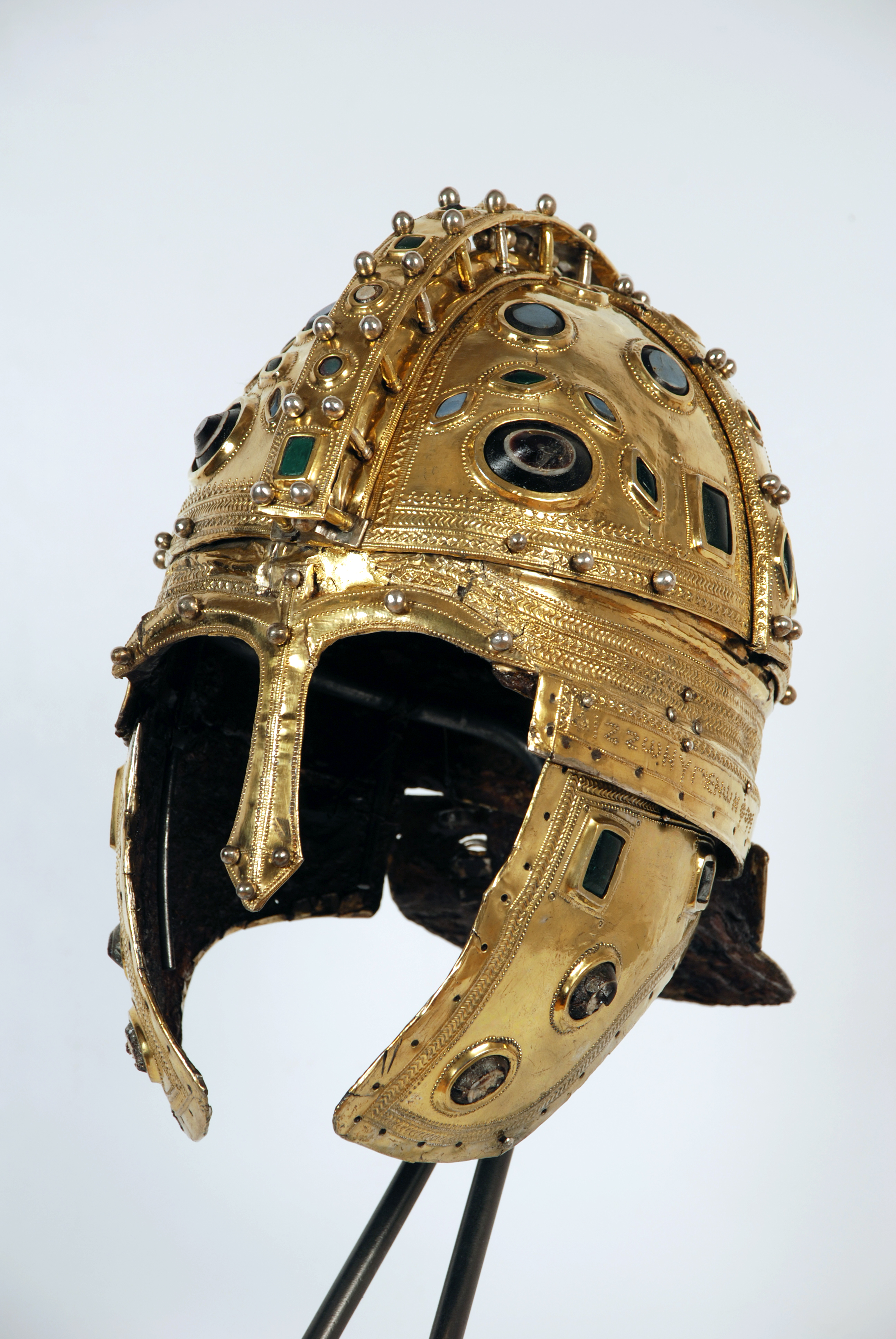
Elmo tardo romano, IV secolo d.C.
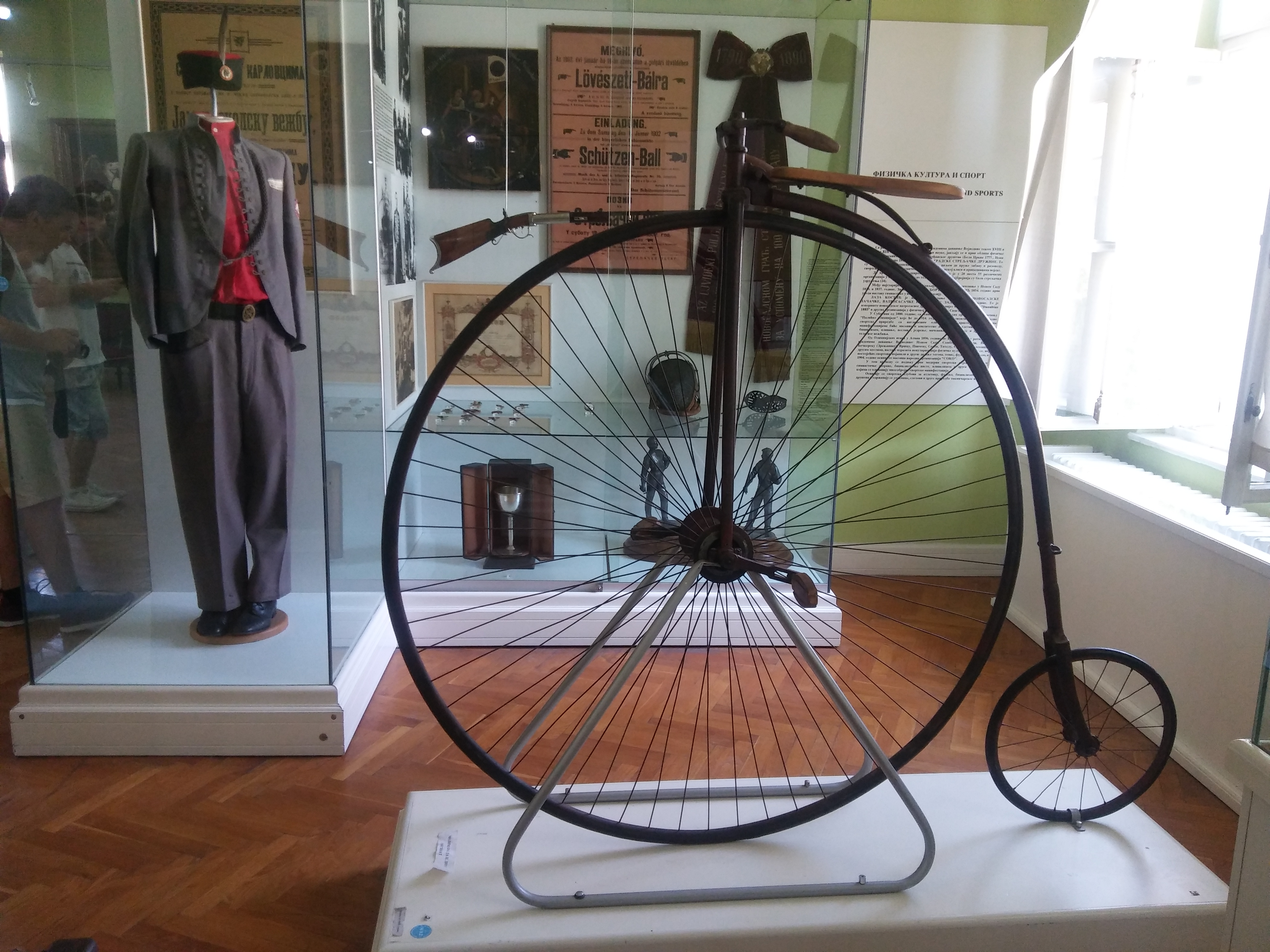
Esposizione di velocipede
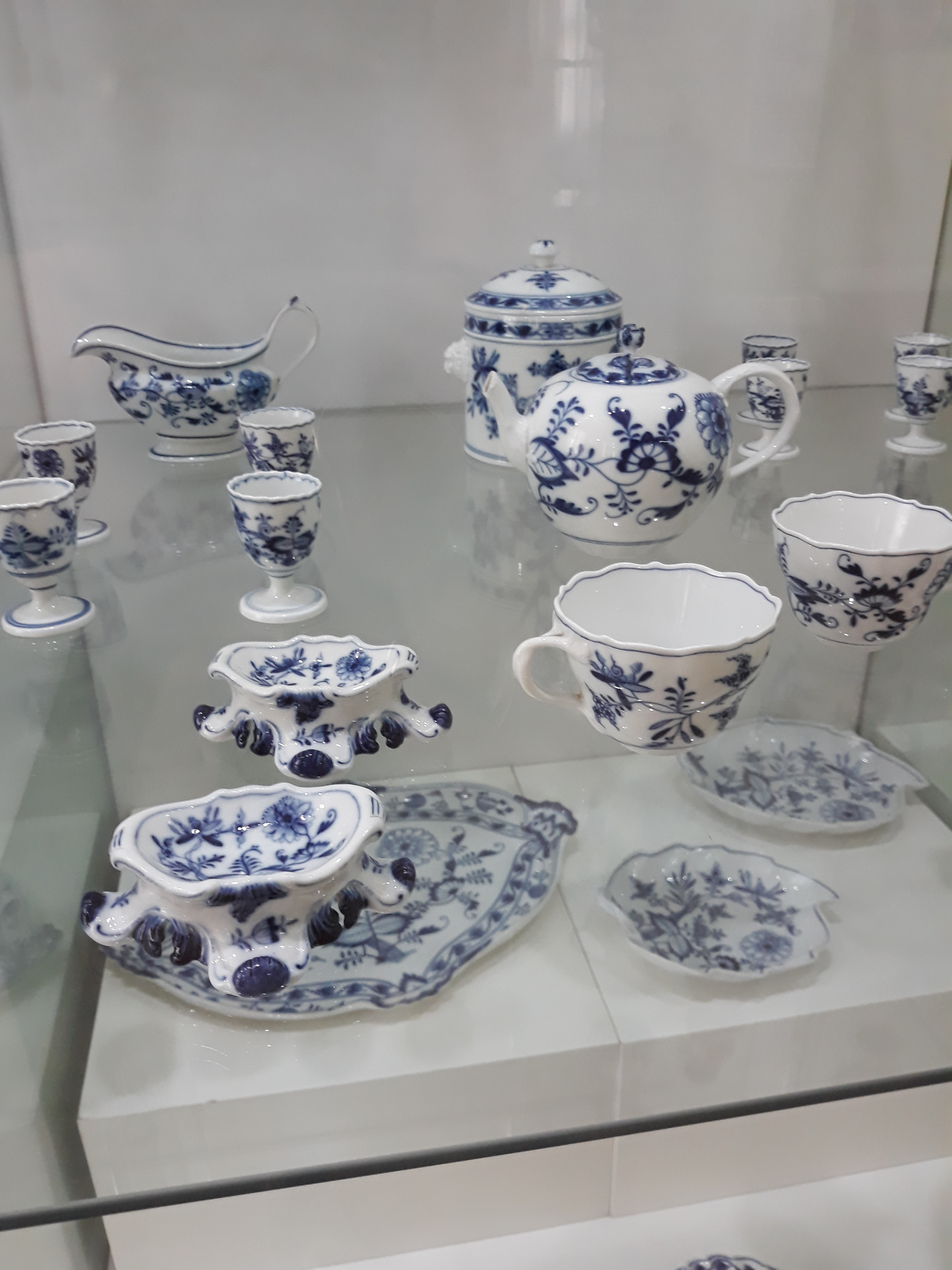
Servizio da tè d’epoca
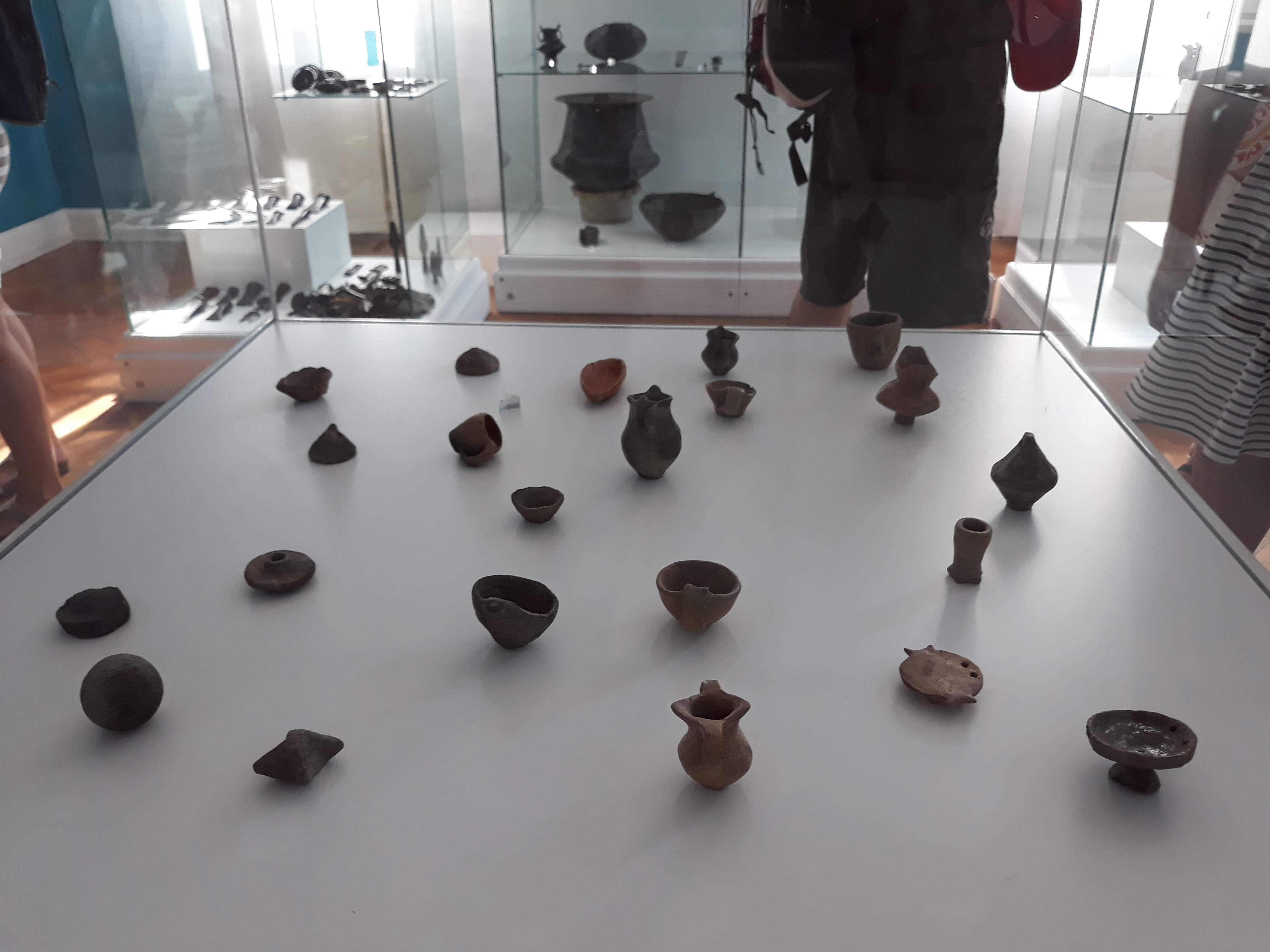
Giochi in argilla
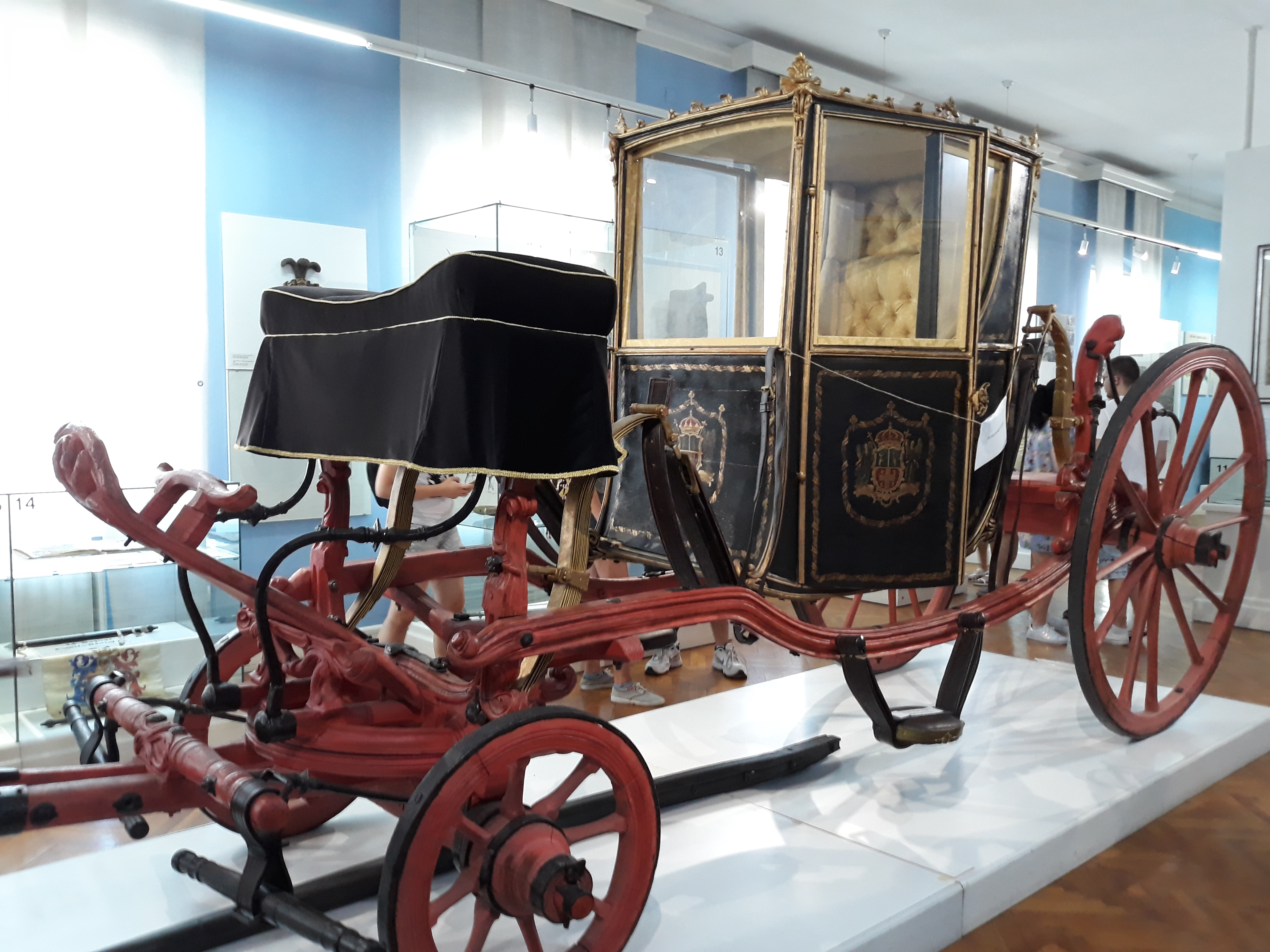
Carrozze
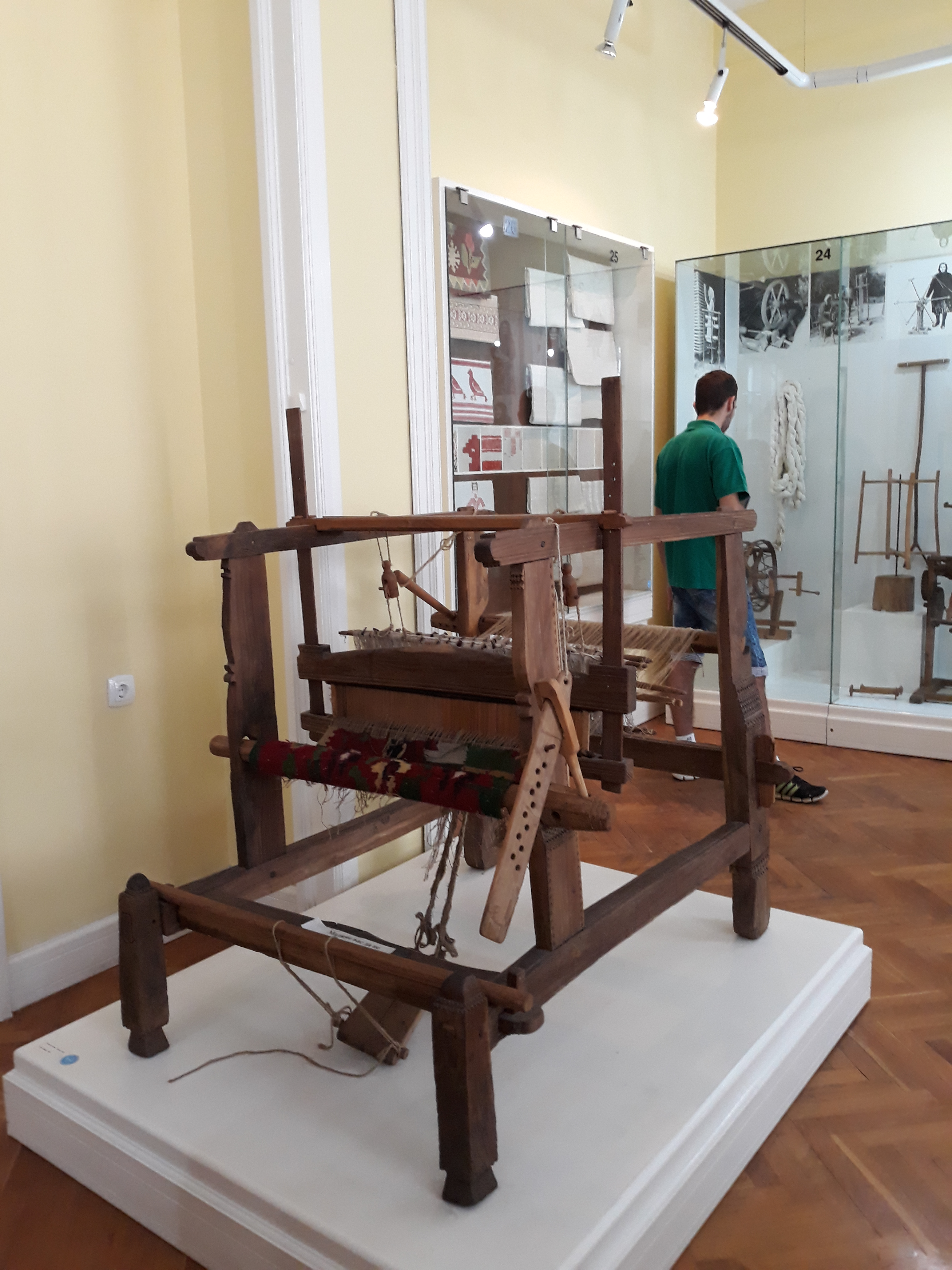
Esposizione nel museo
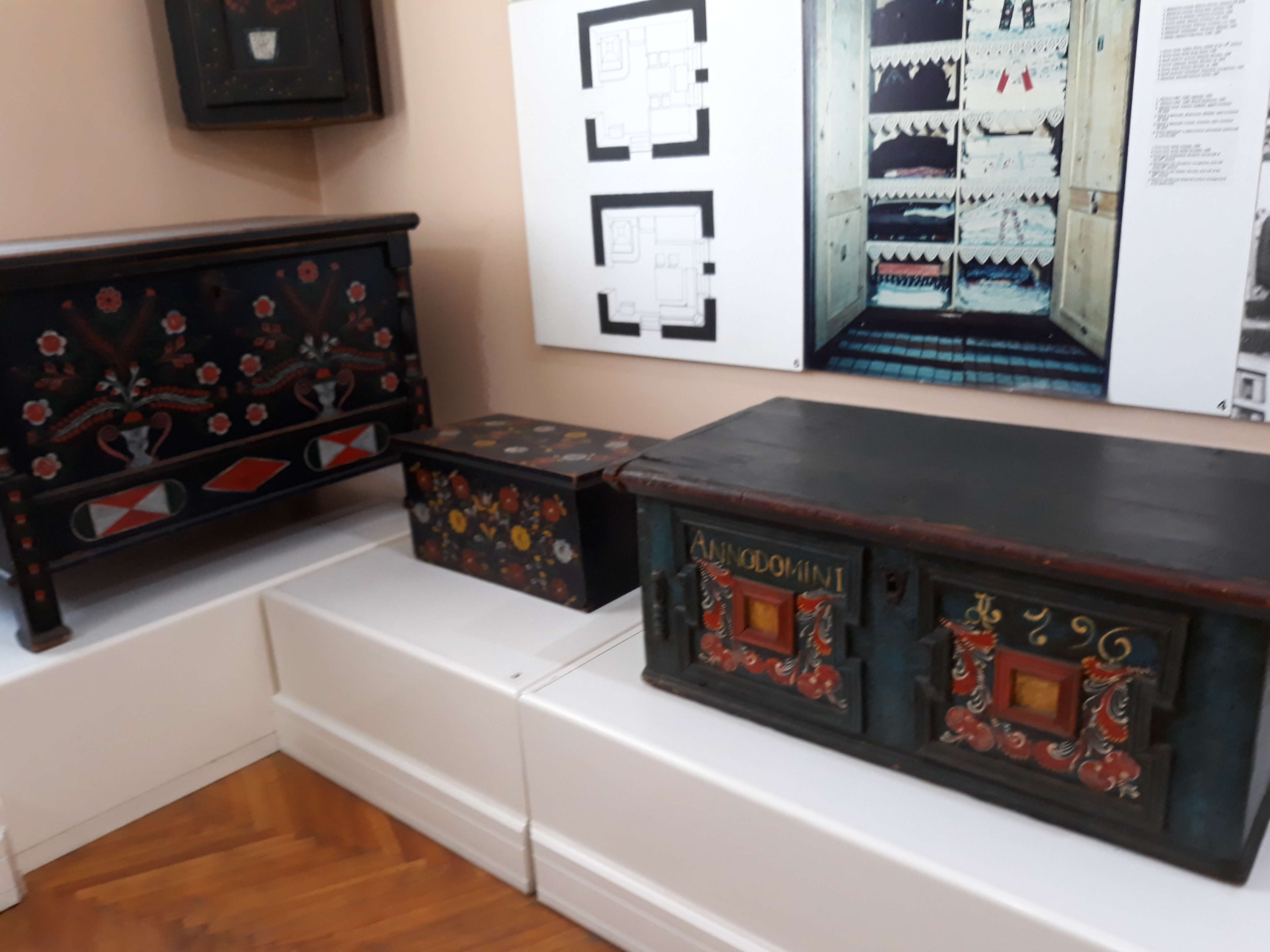
Esposizioni nel museo
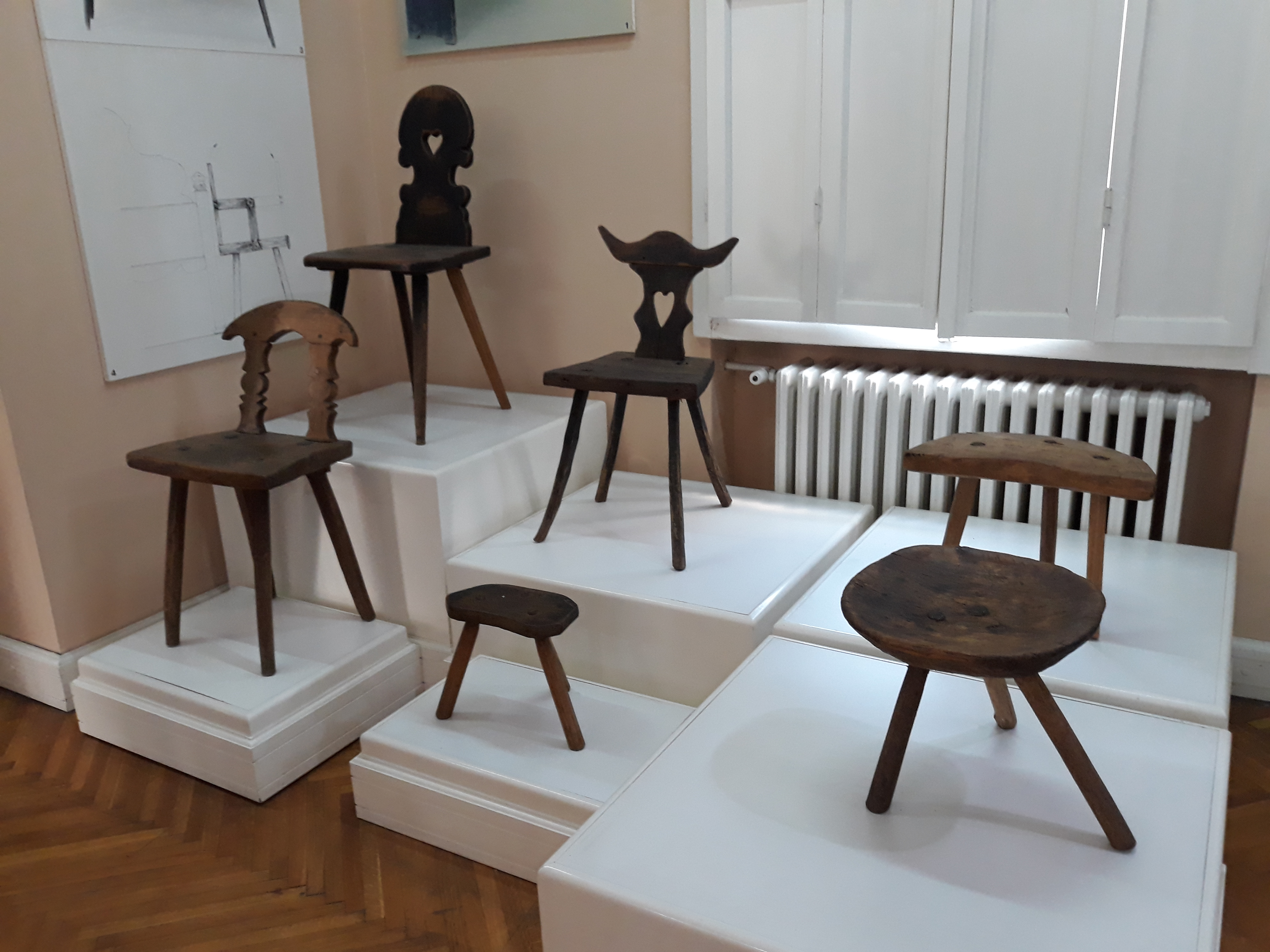
Collezione di sedie